# Caulokaempferia sirirugsae
Caulokaempferia sirirugsae är en enhjärtbladig växtart som beskrevs av Ngamr. Caulokaempferia sirirugsae ingår i släktet Caulokaempferia och familjen Zingiberaceae.
Artens utbredningsområde är Thailand. Inga underarter finns listade i Catalogue of Life.